# Verny
Verny é uma comuna francesa na região administrativa de Grande Leste, no departamento de Mosela. Estende-se por uma área de 3,9 km². Em 2010 a comuna tinha 2 018 habitantes (densidade: 517,4 hab./km²).